# Eric Tinkler
Eric Tinkler (Roodepoort, Sudáfrica, 30 de julio de 1970) es un exfutbolista y entrenador de fútbol de Sudáfrica que jugaba en la posición de centrocampista. Actualmente dirige al Cape Town City FC de la Premier Soccer League.

## Carrera

### Club
| Periodo   | Club               | Apariciones | Goles |
| --------- | ------------------ | ----------- | ----- |
| 1990-1991 | Wits University FC | 18          | 0     |
| 1991–1992 | União de Tomar     | 34          | 5     |
| 1992–1996 | Vitória SC         | 84          | 2     |
| 1996–1997 | Cagliari Calcio    | 20          | 0     |
| 1997–2002 | Barnsley FC        | 99          | 9     |
| 2002–2005 | Caldas SC          | 54          | 15    |
| 2005–2007 | Bidvest Wits       | 29          | 3     |

### Selección nacional
Tinkler jugó para Sudáfrica en 46 ocasiones de 1994 a 2002 y anotó un gol; participó en la Copa FIFA Confederaciones 1997 y en tres ediciones de la Copa Africana de Naciones, donde fue campeón en la edición de 1996.

### Entrenador
| Periodo   | Club                 |
| --------- | -------------------- |
| 2013–2016 | Orlando Pirates.     |
| 2016–2017 | Cape Town City FC    |
| 2017–2018 | SuperSport United    |
| 2018      | Chippa United FC     |
| 2019–2020 | Maritzburg United FC |
| 2021–     | Cape Town City FC    |